# Eteobalea siciliae
Eteobalea siciliae is een vlinder uit de familie prachtmotten (Cosmopterigidae). De wetenschappelijke naam is voor het eerst geldig gepubliceerd in 1966 door Riedl.
De soort komt voor in Europa.